# Saint-Saturnin, Puy-de-Dôme

Saint-Saturnin este o comună în departamentul Puy-de-Dôme, Franța. În 1 ianuarie 2022 avea o populație de 1.167 de locuitori.